# Naftno inženjerstvo
Naftno inženjerstvo je polje inženjerstva koje se bavi aktivnostima koje se odnose na proizvodnju ugljovodonika, koji mogu biti sirova nafta ili prirodni gas. Smatra se da istraživanje i proizvodnja spadaju u uzvodni sektor industrije nafte i gasa. Istraživanja ugljovodonika i naftno inženjerstvo su u industriji nafte i gasa dve glavne discipline o podzemnim izvorima, koje imaju fokus na maksimizovanju ekonomskog oporavka ugljovodonika iz podzemnih rezervoara. Naftna geologija i geofizika stavljaju fokus na pružanje statičkog opisa akumulacije ugljikovodičnih stena, a naftno inženjerstvo se usredsređuje na procenu nadoknadivog obima ovog resursa pomoću detaljnog razumevanja fizičkog ponašanja ulja, vode i gasa u poroznim stenama pod vrlo visokim pritiskom.
Zajedničkim naporima geologa i naftnih inženjera širom sveta trajanje akumulacija ugljikovodika određuje način na koji se razvija i osiromašuje rezervoar, pa obično imaju najveći uticaj na polju ekonomije. Naftno inženjertvo zahteva dobro poznavanje mnogih drugih srodnih disciplina, kao što su geofizika, naftna geologija, evaluacija formacija (dobra prijava), bušenje, ekonomija, rezervoarska simulacija, rezervoarsko inženjerstvo i opšte inženjerstvo, sistemi veštačkog podizanja, dopune nafte i gasno inženjerstvo.
Angažovanje u industriji istorijski je iz disciplina fizike, hemijskog inženjerstva i rudarstvenog inženjerstva. Kasniji razvoj uvežbavanja obično rade naftne kompanije. U 2010. Kompanija National Association of Colleges and Employers je pokazala da su naftni inženjeri najplaćeniji diplomirani studenati, sa prosečnom zaradom od 125.220 dolara godišnje.

## Pregled
Profesija je nastala 1914. godine u okviru Američkog instituta inžinjera rudarstva, metalurgije i nafte (engl. American Institute of Mining, Metallurgical, and Petroleum Engineers - AIME). Fakultet naftnog inženjerstva Univerziteta u Pitsburgu je bio prvi koji je dodelio diplomu naftnog inženjerstva 1915. godine. Od tada, ova profesija je evoluirala radi rešavanja sve težih situacija. Poboljšanja u oblasti računarskog modelovanja, materijala i primena statistike, probabilističkih analiza, i novih tehnologija kao što su horizontalna bušenja i poboljšani prinosi nafte, su drastično unapredili oruđa na raspolaganju naftnih inženjera zadnjih decenija. Automatizacija, senzori, i roboti se koriste da bi se podstakla industrija na veću efikasnost i sigurnost.
Udruženje naftnih inženjera (engl. Society of Petroleum Engineers - SPE) je najveće profesionalno društvo naftnih inženjera. SPE provides a worldwide forum for oil and natural gas exploration and production (E&P) professionals to exchange technical knowledge and best practices. SPE manages OnePetro and PetroWiki, in addition to publishing magazines, peer-reviewed journals, and books. SPE also hosts more than 100 events each year across the globe
Ono objavljuje znatne količine tehničkih informacija i drugih resursa u podršci naftne i gasne industrije. Ono organizuje besplatne onlajn obrazovne vebinare i podučavanja, i pruža pristup sistemu SPE Connect, jednoj ekskluzivnoj platformi za svoje članove, koja omogućava diskusije tehničkih problema, najboljih praksi, i niza drugih tema. Članovi SPE isto tako imaju pristup SPE alatu za pristup stručnim informacijam koji se može koristiti za profesionalni razvoj. SPE objavljuje recenzentne časopise, knjige, i magazine.  članovi dobijaju komplementarnu preplatu na Journal of Petroleum Technology i popuste na druge SPE publikacije.  članovi isto tako imaju popust na registracijske naplate za SPE organizovane događaje i kurseve za obuku. SPE pruža stipendije i druge vidove fininasijske pomoći studentima. 
Prema podacima Biroa za radne statistike Ministarstva za rad Sjedinjenih Država, od petrolejskih inženjera se očekuje da budu diplomirani inženjeri. Generalno su diplome iz oblasti sa fokusom na naftno inženjerstvo preferentne, mada se i diplome u oblastima mašinskog, hemijskog i građevinskog inženjerstva smatraju prihvatljivim. Obrazovanje u oblasti naftnog inženjerstva je dostupno na mnogim univerzitetima u Sjedinjenim Državama i širom sveta - a posebno u regionima naftne produkcije. U.S. News & World Report održava spisak najboljih fakultetskih programa naftnog inženjerstva. SPE i neke privatne kompanije isto tako nude kurseve za obuku. Neke naftne kompanije imaju znatne unutrašnje obrazovne kapacitete iz oblasti naftnog inženjerstva.

## Tipovi poslova
Naftni inženjeri se dele u nekoliko vrsta:
- Rezervoarski inženjer radi optimizaciju proizvodnje nafte i gasa putem pravilnog postavljanje cene proizvodnje i poboljšane tehnike oporavka nafte.
- Inženjer bušenja upravlja tehničkim aspektima istražnih bušenja, proizvodnim i injekcijskim bunarima.
- Inženjeri proizvodnje, uključujući i inženjere podzemlja upravljaju sučeljem između rezervoara, uključujući i perforacije, kontrolu peska, dubinsku kontrolu toka i dubinsku opremu za monitoring; procenjuju metode koji spadaju u veštačko podizanje. Odabiraju površinsku opremu koja razdvaja proizvedene tečnosti (ulje, prirodni gas i vodu).

## Literatura
- Mau, Mark; Edmundson, Henry (2015). Groundbreakers: the Story of Oilfield Technology and the People Who Made It Happen. UK: FastPrint. ISBN 978-178456-187-1.
- Nevins, Alan (1940). John D. Rockefeller The Heroic Age Of American Enterprise.; 710pp; favorable scholarly biography;
- Ordons Oil & Gas Information & News
- Robert Sobel (1973). The Money Manias: The Eras of Great Speculation in America, 1770–1970. reprinted (2000).
- Daniel Yergin. The Prize: The Epic Quest for Oil, Money, and Power. ISBN 0-671-79932-0., (Simon and Schuster 1991; paperback, 1993), .
- Matthew R. Simmons. Twilight in the Desert: The Coming Saudi Oil Shock and the World Economy. ISBN 0-471-73876-X., John Wiley & Sons, 2005, .
- Matthew Yeomans, (2004). Oil: Anatomy of an Industry. New Press. ISBN 1-56584-885-3..
- Smith, GO (1920): Where the World Gets Its Oil: National Geographic, February 1920, pp 181–202
- Marius Vassiliou (2018). Historical Dictionary of the Petroleum Industry, 2nd Ed. ISBN 978-1-5381-1159-8.. Lanham, MD: Rowman & Littlefield, 2018, 621 pp. .
- Ronald W. Ferrier; J. H. Bamberg (1982). The History of the British Petroleum Company: Volume 1, The Developing Years, 1901-1932. Cambridge UP. стр. A—13. ISBN 9780521246477.
- Miryusif Mirbabayev. Concise History of Azerbaijani Oil.. Baku, Azerneshr, (2008), 340pp.
- Miryusif Mirbabayev, Brief history of the first drilled oil well; and the people involved – Oil-Industry History (USA), 2017, v.18, #1, pp. 25–34.
- James Douet, The Heritage of the Oil Industry TICCIH Thematic Study – The International Committee for the Conservation of the Industrial Heritage, 2020, 79pp.
- Sönnichsen, N. „Daily global crude oil demand 2006-2020”. Statista (на језику: енглески). Приступљено 9. 10. 2020.
- „The World Factbook — Central Intelligence Agency — Country Comparison :: Refined Petroleum Products - Consumption”. www.cia.gov. Архивирано из оригинала 16. 6. 2013. г. Приступљено 9. 10. 2020.
- „The Pharmaceutical Industry in Figures Key Data 2021” (PDF). European Federation of Pharmaceutical Industries and Associations. Приступљено 28. 6. 2022.
- Kocieniewski, David (2010-07-03). „As Oil Industry Fights a Tax, It Reaps Subsidies”. The New York Times (на језику: енглески). ISSN 0362-4331. Приступљено 2022-08-04.
- Boudet, Hilary; Clarke, Christopher; Bugden, Dylan; Maibach, Edward; Roser-Renouf, Connie; Leiserowitz, Anthony (2014-02-01). „"Fracking" controversy and communication: Using national survey data to understand public perceptions of hydraulic fracturing”. Energy Policy (на језику: енглески). 65: 57—67. ISSN 0301-4215. doi:10.1016/j.enpol.2013.10.017.

## Spoljašnje veze
- The Society of Petroleum Engineers
- Schlumberger Oilfield Glossary: An Online Glossary of Oilfield Terms
- Society of Petroleum Evaluation Engineers
- Petroleum Engineering Schools Архивирано на веб-сајту  (23. мај 2013)
- What is Forensic Petroleum Engineering?
- Petroleum Engineering - Best Petroleum Engineering Schools & Colleges, Jobs in USA
- About Petroleum Engineering Архивирано на веб-сајту  (14. март 2016)
- Career Opportunities in Petroleum Engineering